# Huracán Humberto (1995)
El huracán Humberto fue la octava tormenta nombrada y el cuarto huracán de la intensa temporada de huracanes del Atlántico de 1995. Se formó por medio de una onda tropical que cruzó Dakar, Senegal el 19 de agosto de 1995, poco antes de adentrarse en el océano Atlántico. La onda se organizó rápidamente una vez en el Atlántico y se convirtió en la depresión tropical Nueve el 22 de agosto. Debido a la baja cizalladura del viento y a las cálidas temperaturas de la superficie del mar, la depresión se fortaleció y se convirtió en tormenta tropical Humberto seis horas más tarde. Continuó rumbo oeste-noroeste y luego oeste bajo la influencia de una vaguada de nivel medio. A primeras horas del 23 de agosto, Humberto se intensificó hasta convertirse en huracán. A primera hora del 24 de agosto, la tormenta desarrolló un ojo bien definido después de convertirse en un huracán de categoría 2. Después de alcanzar vientos máximos de 110 mph (180 km/h) el 24 de agosto, Humberto inició una interacción fujiwhara con el huracán Iris. Esto generó cizalladura en Humberto, causando que la tormenta se debilitara a huracán de categoría 1 el 26 de agosto.
Humberto continuó debilitándose hasta el 28 de agosto, cuando apenas era un huracán. Operacionalmente, Humberto fue degradado erróneamente a tormenta tropical ese mismo día. Posteriormente, la tormenta comenzó a fortalecerse nuevamente y alcanzó un pico secundario ligeramente por debajo del umbral de un huracán de categoría 2 el 30 de agosto. Mientras se dirigía hacia el noreste, Humberto comenzó a debilitarse y adquirir características extratropicales a partir del día siguiente. Más tarde, el 31 de agosto, Humberto se debilitó a tormenta tropical. A las 06:00 UTC del 1 de septiembre, la tormenta fue absorbida por una baja presión extratropical al oeste de las Azores. Humberto fue la segunda de cuatro ondas tropicales que se formaron en rápida sucesión en el Atlántico tropical y que finalmente se convirtieron en tormentas tropicales o huracanes. Fue precedida por la onda que se convirtió en Iris, y seguida por las ondas que se transformaron en Karen y Luis. También fue el primero de tres ciclones tropicales que se formaron en un período de 24 horas los días 21 y 22 de agosto; Iris se formó 12 horas después y Jerry 18 horas después. También fue la primera de cinco tormentas nombradas que se formaron en un período de siete días; Karen se formó el 26 de agosto y Luis el 28 de agosto.

## Historia meteorológica
El sistema se originó a partir de una de varias ondas tropicales potentes que se desplazaron frente a la costa occidental de África en la segunda quincena de agosto. Cuando la onda se desplazó de la costa africana, ya presentaba rotación ciclónica, aunque estaba bastante desorganizada. A medida que avanzaba hacia el oeste, hacia aguas abiertas, se desarrolló rápidamente. A última hora del 21 de agosto, formó una circulación de bajo nivel y fue declarada depresión topical Nueve. El sistema maduró rápidamente y se actualizó a tormenta tropical Humberto a principios del 22 de agosto. Con una trayectoria que comenzó en dirección oeste-noroeste, estuvo claro desde el principio que Humberto no afectaría tierra, debido a una debilidad en la dorsal subtropical al norte que eventualmente haría girar la tormenta hacia el norte. Una corriente de salida favorable y un patrón de bandas distintivo se formaron rápidamente en un entorno muy propicio, con temperaturas superficiales del mar cálidas y baja cizalladura del viento. Humberto se intensificó hasta convertirse en tormenta tropical de alta intensidad durante la tarde y noche del 22 de agosto. A primera hora del 23 de agosto, la tormenta se transformó en huracán Humberto.

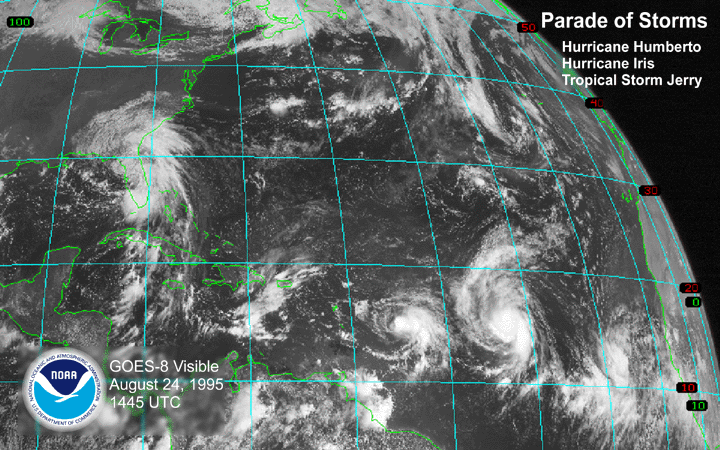
Una imagen satelital del Océano Atlántico el 24 de agosto que incluye Humberto, Iris, la Jerry y dos olas que finalmente se convertirían en la Karen y el Luis

Humberto continuó intensificándose en la mañana del 23 de agosto a medida que la densa nubosidad central se hizo más definida, a pesar de la falta de una característica clara del ojo. Sin embargo, la intensificación se vio algo frenada por la proximidad de Iris al oeste, cuya salida interfería con la de Humberto. A primera hora del 24 de agosto, Humberto se fortaleció hasta convertirse en un huracán de categoría 2, formando finalmente un ojo bien definido al perder velocidad y entrar en interacción con Iris. Esa tarde, mientras seguía moviéndose al oeste-noroeste, Humberto alcanzó su intensidad máxima de 175 km/h (110 mph), justo por debajo de la categoría 3. La interacción con Fujiwhara tuvo un impacto significativo en la trayectoria de Humberto, que realizó un rápido giro hacia el noroeste y luego hacia el norte-noroeste a primeras horas del 25 de agosto. La interacción finalizó esa misma tarde cuando Humberto completó su giro hacia el norte, manteniéndose como huracán de categoría 2 en las aguas tropicales del Atlántico central. Comenzó a debilitarse gradualmente el 26 de agosto debido al aumento de la cizalladura del suroeste proveniente de una baja presión cercana en niveles altos, mientras mantenía una trayectoria norte-noroeste. La lenta tendencia de debilitamiento continuó hasta el 27 de agosto, cuando el ojo se volvió intermitente en un entorno de cizalladura moderada, afectado nuevamente por la salida de Iris hacia el suroeste. Esa noche, se redujo a un huracán mínimo con vientos de 120 km/h (75 mph), que posteriormente se confirmó como su punto más bajo. Operacionalmente, Humberto se degradó a tormenta tropical por un tiempo el 28 de agosto, pero posteriormente se confirmó que había sido subestimado. A medida que se alejaba de Iris y se adentraba en un entorno más abierto, viró más hacia el nornoreste y lentamente volvió a intensificarse el 29 de agosto. Su movimiento se vio afectado por una vaguada entrante en latitudes medias que giró a Humberto hacia el noreste a primeras horas del 30 de agosto. Humberto alcanzó su segundo pico de intensidad de 90 mph (145 km/h) en ese momento. Sin embargo, las aguas más frías finalmente alcanzaron a Humberto y comenzó a debilitarse una vez más a principios del 31 de agosto mientras se dirigía al Atlántico norte. Esa tarde, Humberto se debilitó a tormenta tropical a medida que su circulación se integró a la circulación de una baja extratropical cercana en un entorno de alta cizalladura. Continuó debilitándose esa noche y temprano el 1 de septiembre, la tormenta tropical fue absorbida por el sistema más grande.

## Impactos
Humberto permaneció en el Atlántico abierto y no se reportaron daños ni víctimas mortales. Varios barcos entraron en contacto con Humberto mientras navegaba en mar abierto. Los vientos más fuertes provinieron del indicativo de llamada DVRUK4, que reportó vientos máximos de 112 km/h (70 mph) en el Atlántico central el 30 de agosto. Otros tres barcos reportaron vientos con fuerza de tormenta tropical.

## Récords y distinciones
- Humberto fue la segunda de cuatro ondas tropicales que se formaron en rápida sucesión en el Atlántico tropical y que finalmente se convirtieron en tormentas tropicales o huracanes. Fue precedida por la onda que se convirtió en Iris, y seguida por las ondas que se transformaron en Karen y Luis. También fue el primero de tres ciclones tropicales que se formaron en un período de 24 horas los días 21 y 22 de agosto; Iris se formó 12 horas después y Jerry 18 horas después. También fue la primera de cinco tormentas con nombre que se formaron en un período de siete días; Karen se formó el 26 de agosto y Luis el 27 de agosto.[17]